# Scottish League One
Scottish League One ist seit der Saison 2013/14 der Name für die dritthöchste Fußballliga in Schottland und eine Division der Scottish Professional Football League. Bis einschließlich der Saison 2012/13 war der Name der Liga Scottish Second Division. In der Liga spielen 10 Mannschaften.
Die Mannschaften spielen jeweils viermal gegeneinander. Für Siege gibt es drei Punkte, für ein Unentschieden einen Zähler. Bei Punktgleichheit entscheidet über den Tabellenplatz die Tordifferenz und dann die Anzahl der geschossenen Tore.
Bis zur Saison 2005/06 durften die zwei erstplatzierten Mannschaften in die First Division aufsteigen, und die zwei letztplatzierten stiegen in die Third Division ab. Seit 2005/06 gilt die Regelung, dass nur der Tabellenerste automatisch aufsteigt und der Tabellenletzte absteigt. Die Mannschaften auf den Plätzen zwei bis vier spielen mit dem Tabellenvorletzten der Scottish Championship in Play-offs um den Aufstieg bzw. Klassenerhalt.

## Mitglieder der aktuellen Scottish League One
In der Saison 2025/26 spielen folgende zehn Mannschaften in der Scottish League One:
| Verein                       | Stadt         | Stadion            | Plätze |
| ---------------------------- | ------------- | ------------------ | ------ |
| Alloa Athletic               | Alloa         | Recreation Park    | 3.100  |
| Cove Rangers                 | Cove Bay      | Balmoral Stadium   | 3.023  |
| FC East Fife                 | Methil        | Bayview Stadium    | 1.980  |
| Hamilton Academical          | Hamilton      | New Douglas Park   | 6.018  |
| Inverness Caledonian Thistle | Inverness     | Caledonian Stadium | 7.750  |
| Kelty Hearts                 | Kelty         | New Central Park   | 2.181  |
| FC Montrose                  | Montrose      | Links Park         | 4.936  |
| FC Peterhead                 | Peterhead     | Balmoor Stadium    | 3.150  |
| Queen of the South           | Dumfries      | Palmerston Park    | 8.690  |
| FC Stenhousemuir             | Stenhousemuir | Ochilview Park     | 3.746  |

## Meister der Scottish Second Division (bis 2012/13)
- 1975/76 – FC Clydebank
- 1976/77 – Stirling Albion
- 1977/78 – FC Clyde
- 1978/79 – Berwick Rangers
- 1979/80 – FC Falkirk
- 1980/81 – FC Queen’s Park
- 1981/82 – FC Clyde
- 1982/83 – Brechin City
- 1983/84 – Forfar Athletic
- 1984/85 – FC Montrose
- 1985/86 – Dunfermline Athletic
- 1986/87 – Meadowbank Thistle
- 1987/88 – Ayr United
- 1988/89 – Albion Rovers
- 1989/90 – Brechin City
- 1990/91 – Stirling Albion
- 1991/92 – FC Dumbarton
- 1992/93 – FC Clyde
- 1993/94 – FC Stranraer
- 1994/95 – Greenock Morton
- 1995/96 – Stirling Albion
- 1996/97 – Ayr United
- 1997/98 – FC Stranraer
- 1998/99 – FC Livingston
- 1999/2000 – FC Clyde
- 2000/01 – Partick Thistle
- 2001/02 – Queen of the South
- 2002/03 – Raith Rovers
- 2003/04 – Airdrie United
- 2004/05 – Brechin City
- 2005/06 – FC Gretna
- 2006/07 – Greenock Morton
- 2007/08 – Ross County
- 2008/09 – Raith Rovers
- 2009/10 – Stirling Albion
- 2010/11 – FC Livingston
- 2011/12 – FC Cowdenbeath
- 2012/13 – Queen of the South

## Meister der League One (seit 2013/14)
- 2013/14 – Glasgow Rangers
- 2014/15 – Greenock Morton
- 2015/16 – Dunfermline Athletic
- 2016/17 – FC Livingston
- 2017/18 – Ayr United
- 2018/19 – FC Arbroath
- 2019/20 – Raith Rovers
- 2020/21 – Partick Thistle
- 2021/22 – Cove Rangers
- 2022/23 – Dunfermline Athletic
- 2023/24 – FC Falkirk
- 2024/25 – FC Arbroath